# Luca Badoer
Luca Badoer (Montebelluna, 25 januari 1971) is een Italiaans voormalig Formule 1-coureur. Badoer reed voor Minardi en Forti waarna hij bij Scuderia Ferrari als testrijder aan de slag ging. In 2009 maakte hij tijdens de Grand Prix van Europa 2009 zijn rentree, als vervanger van de geblesseerde Felipe Massa die een ongeluk meemaakte in Hongarije. Eigenlijk zou zevenvoudig wereldkampioen Michael Schumacher Massa vervangen, maar de Duitser moest op 11 augustus afzeggen wegens nekklachten die hij opliep bij een motorongeluk in februari.
Na twee tegenvallende races (GP van Europa en België) besloot Ferrari om Luca Badoer op zijn beurt te vervangen door oud-Force India-rijder Giancarlo Fisichella, die toen het seizoen uitzat bij Ferrari in de plaats van de geblesseerde Felipe Massa.
Brando Badoer, de zoon van Luca, is eveneens autocoureur.

## Carrière
- 1990 Italiaanse Formule 3 (1 overwinning)
- 1991 Italiaanse Formule 3 (Kampioen, 4 overwinningen)
- 1992 Formule 3000 (Kampioen, 4 overwinningen)
- 1993 Formule 1 Lola
- 1995 Formule 1 Minardi
- 1996 Formule 1 Forti
- 1997 FIA GT kampioenschap met Lotus
- 1998 Formule 1 Ferrari testrijder
- 1999 Formule 1 Minardi / Ferrari testrijder
- 2000-2009 Formule 1 Ferrari testrijder
- 2009 Formule 1 Ferrari (gedeelte)

### Totale Formule 1-resultaten
| Seizoen | Inschrijving              | Chassis          | Motor              | 1      | 2       | 3      | 4      | 5      | 6      | 7      | 8      | 9      | 10     | 11     | 12     | 13     | 14     | 15     | 16     | 17      | Pos | Punten |
| ------- | ------------------------- | ---------------- | ------------------ | ------ | ------- | ------ | ------ | ------ | ------ | ------ | ------ | ------ | ------ | ------ | ------ | ------ | ------ | ------ | ------ | ------- | --- | ------ |
| 1993    | Lola BMS Scuderia Italia  | Lola Lola T93/30 | Ferrari V12        | RSA NF | BRA 12  | EUR NQ | SMR 7  | ESP NF | MON NQ | CAN 15 | FRA NF | GBR NF | GER NF | HUN NF | BEL 13 | ITA 10 | POR 14 | JPN    | AUS    |         | NC  | 0      |
| 1995    | Minardi Scuderia Italia   | Minardi M195     | Ford V8            | BRA NF | ARG DNS | SMR 14 | ESP NF | MON NF | CAN 8  | FRA 13 | GBR 10 | GER NF | HUN 8  | BEL NF | ITA NF | POR 14 | EUR 11 | PAC 15 | JPN 9  | AUS DNS | 23  | 0      |
| 1996    | Forti Grand Prix          | Forti FG01B      | Ford V8            | AUS NQ | BRA 11  | ARG NF | EUR NQ |        |        |        |        |        |        |        |        |        |        |        |        |         | NC  | 0      |
| 1996    | Forti Grand Prix          | Forti FG03       | Ford V8            |        |         |        |        | SMR 10 | MON NF | ESP NQ | CAN NF | FRA NF | GBR NQ | GER NP | HUN    | BEL    | ITA    | POR    | JPN    |         | NC  | 0      |
| 1999    | Fondmetal Minardi - Ford  | Minardi M01      | Ford V10           | AUS NF | BRA     | SMR 8  | MON NF | ESP NF | CAN 10 | FRA 10 | GBR NF | AUT 13 | GER 10 | HUN 14 | BEL NF | HUN NF | EUR NF | MAL NF | JPN NF |         | 23  | 0      |
| 2009    | Scuderia Ferrari Marlboro | Ferrari F60      | Ferrari 056 2.4 V8 | AUS    | MAL     | CHN    | BHR    | ESP    | MON    | TUR    | GBR    | GER    | HUN    | EUR 17 | BEL 14 | ITA    | SIN    | JPN    | BRA    | ABU     | 25  | 0      |